# 维桑堡
维桑堡（法語：Wissembourg，法語發音：[visɑ̃buʁ] ⓘ），法国东北部城市，大东部大区下莱茵省的一个市镇，隶属于阿格诺-维桑堡区，其市镇面积为48.18平方公里，2022年1月1日时人口数量为7,541人，在法国城市中排名第1,403位。
维桑堡位于下莱茵省北部，北侧与德国接壤，是一个区域性的中心城市。
1801年至2015年间，维桑堡为下莱茵省的一个副省会，下辖维桑堡区。

## 地名来源
“维桑堡”最初于公元774年以“Wizunburg”的形式被记载。根据法国地名学家埃内斯特·内格尔的观点，该名称来源于日耳曼人物“Wizzo”，后者生平尚有待考证。

## 历史

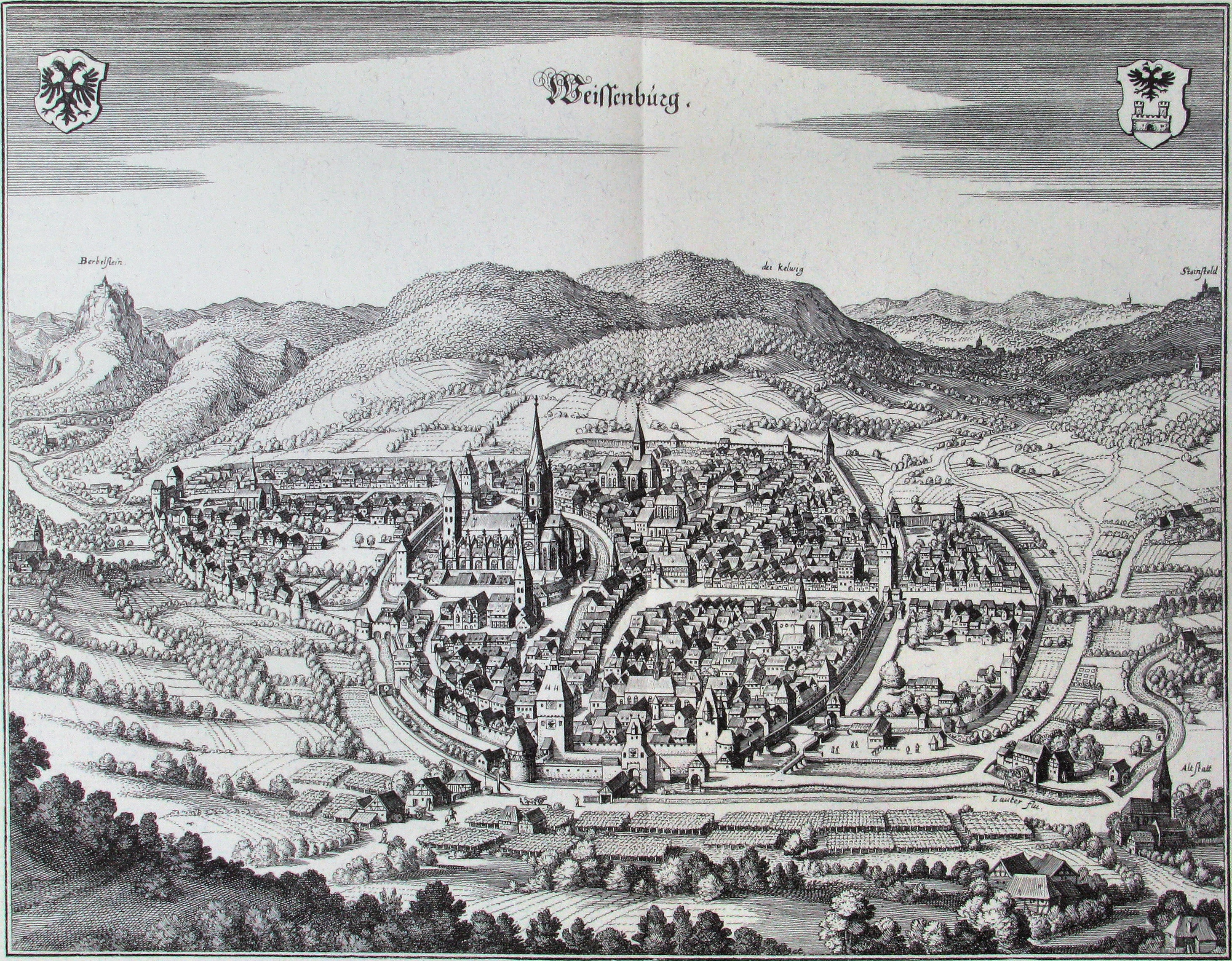
17世纪末的维桑堡

根据当地官方网站的论述，维桑堡始建于公元660年，因当地的一处修道院而逐渐形成聚落，其四周建成了石质城墙。《凡尔登条约》签订后，维桑堡成为中法兰克王国的一部分，后被神圣罗马帝国吞并。1179年，神圣罗马帝国皇帝腓特烈一世在其手记中将维桑堡标注为一个“奥皮杜姆”。1254年，维桑堡成为莱茵兰城市联盟（Ligue des Villes Rhénanes）的成员，后又于1354年加入十城联盟。此后，得益于自由贸易，维桑堡逐渐发展成为重要的商业集镇。15世纪末，普法尔茨元帅汉斯·冯·特罗塔曾率兵攻占维桑堡，对当地造成了严重的破坏。1648年，根据《威斯特伐利亚和约》，维桑堡及其所在的阿尔萨斯被路易十四获得。法荷战争期间，路易十四为削减神圣罗马帝国的残余势力，对北部阿尔萨斯的多个城市实行焦土政策，维桑堡亦遭到了严重的破坏。18世纪初，波兰流亡统治者斯坦尼斯瓦夫一世曾居住于维桑堡。1725年，斯坦尼斯瓦夫一世的长女玛丽·莱什琴斯卡在此确认联姻路易十五，两者随后在斯特拉斯堡大教堂举办婚礼。法国大革命后，维桑堡成为下莱茵省的一个市镇，奥地利及普鲁士军队曾于1793年12月发动维桑堡战役。1855年，途径此地的文德奈姆－维桑堡铁路建成运行。1866年，韦勒（Weiler）整体并入维桑堡的市镇范围。普法战争结束后，维桑堡及其所在的阿尔萨斯-洛林成为普鲁士王国的领土，直至第一次世界大战结束，其间，当地的官方名称曾被改写为德语（魏森堡）。第二次世界大战其间，维桑堡被纳粹德军控制，直至1945年3月。二战后，随着欧盟的成立，维桑堡附近的德法边境关卡被撤销，横跨两国的蒙达特森林被开辟为自然保护区。1975年，阿尔滕什塔特整体并入维桑堡的市镇范围。

## 地理

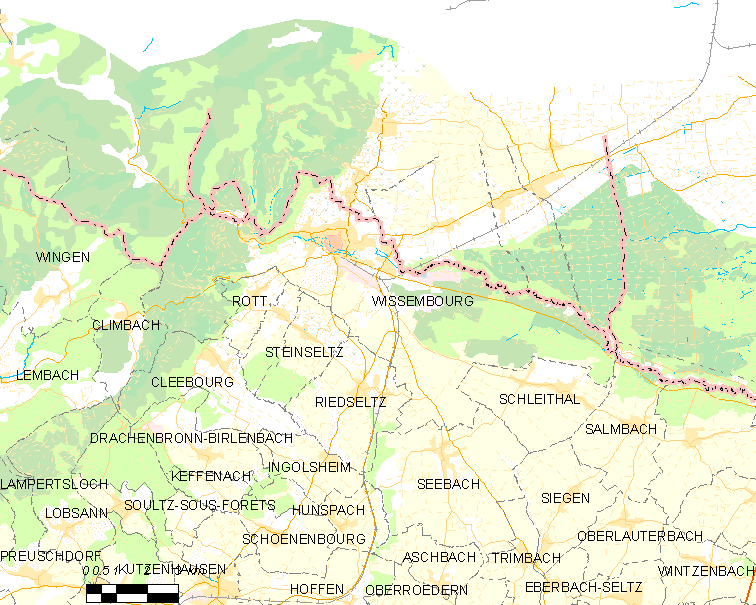
维桑堡市镇范围地图

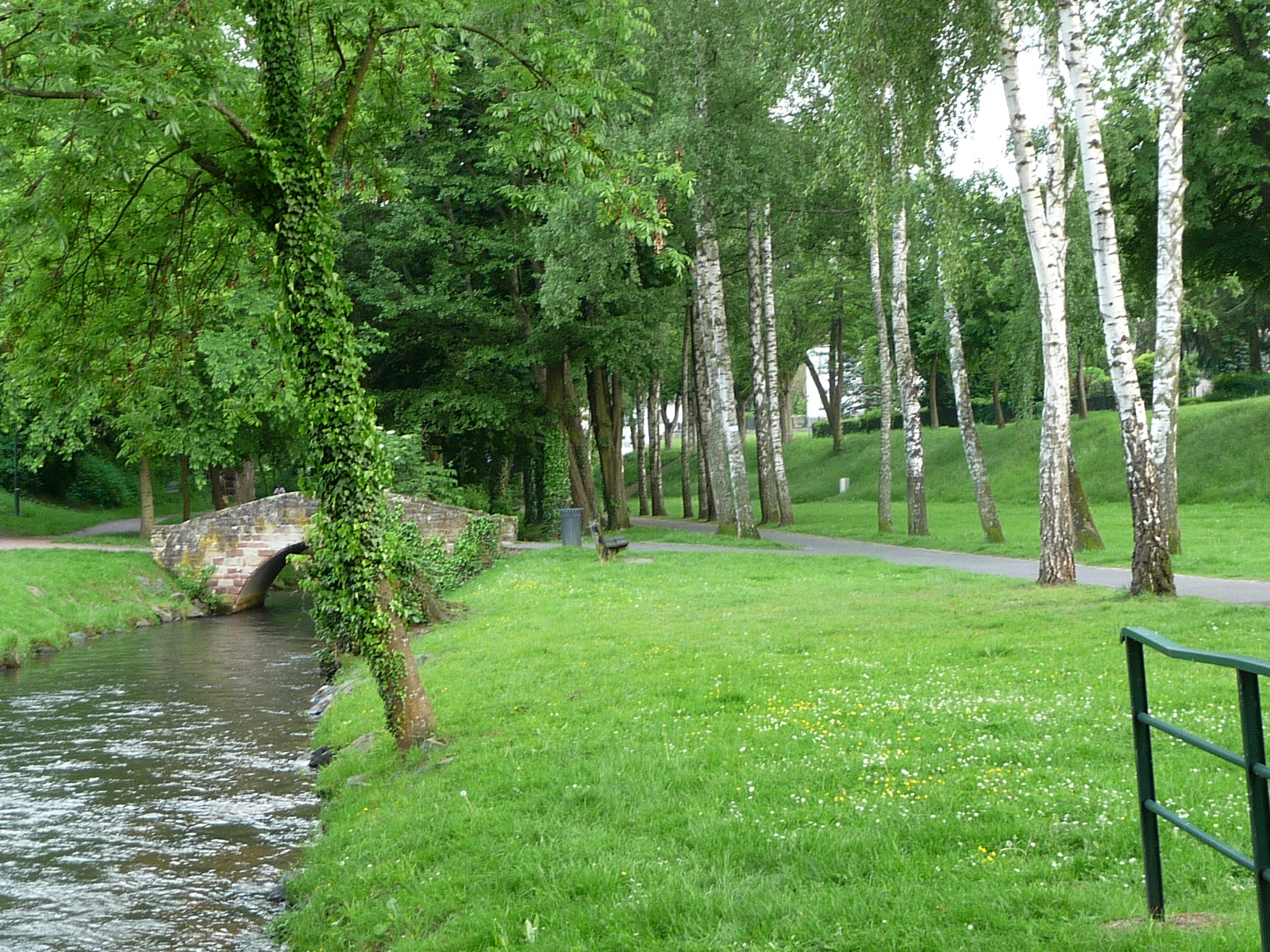
劳特河维桑堡段附近的绿地

维桑堡位于法国东北部，大东部大区东北部和下莱茵省北部，距离省会斯特拉斯堡大约69公里。与维桑堡接壤的市镇包括：里耶德塞尔特、克莱堡、克林巴克、奥伯奥芬-莱维桑堡、塞巴赫、罗特、萨尔姆巴克、什莱塔勒、斯坦塞尔特、施韦根-雷希滕巴赫、施韦格霍芬、卡普斯魏埃尔、博本塔尔、沙伊本哈特。

### 地形
维桑堡位于瓦斯戈维山东部腹地，境内包括山地和浅丘两大地貌形态，市镇中心及东部地区位于地势较为平坦的一处山前冲积平原山，市区西部为山地，全境海拔在133到527米之间。

### 水文
维桑堡位于莱茵河流域，其左岸支流劳特河自西向东贯穿维桑堡，其市中心段被人工开凿为多条水道。

### 植被
维桑堡属于温带阔叶混交林区，林地多分布于河流附近以及市镇范围西部的山地地区。
在鲜花城市的评比中，维桑堡被评为3星级鲜花城市。

### 气候
维桑堡在柯本气候分类法中属于带有大陆性气候特征的温带海洋性气候。
维桑堡境内设有气象站，以下为该气象站的数据（其中日照数据取自卡尔斯鲁厄）：
| 维桑堡1981年－2019年 | 维桑堡1981年－2019年 | 维桑堡1981年－2019年 | 维桑堡1981年－2019年 | 维桑堡1981年－2019年 | 维桑堡1981年－2019年 | 维桑堡1981年－2019年 | 维桑堡1981年－2019年 | 维桑堡1981年－2019年 | 维桑堡1981年－2019年 | 维桑堡1981年－2019年 | 维桑堡1981年－2019年 | 维桑堡1981年－2019年 | 维桑堡1981年－2019年 |
| 月份                 | 1月                  | 2月                  | 3月                  | 4月                  | 5月                  | 6月                  | 7月                  | 8月                  | 9月                  | 10月                 | 11月                 | 12月                 | 全年                 |
| -------------------- | -------------------- | -------------------- | -------------------- | -------------------- | -------------------- | -------------------- | -------------------- | -------------------- | -------------------- | -------------------- | -------------------- | -------------------- | -------------------- |
| 历史最高温 °C（°F）  | 16 (61)              | 19.5 (67.1)          | 25.1 (77.2)          | 28 (82)              | 33.3 (91.9)          | 36.1 (97.0)          | 36.5 (97.7)          | 38.8 (101.8)         | 31.2 (88.2)          | 27 (81)              | 19.5 (67.1)          | 18 (64)              | 38.8 (101.8)         |
| 平均高温 °C（°F）    | 4.3 (39.7)           | 5.9 (42.6)           | 10.6 (51.1)          | 14.9 (58.8)          | 19.7 (67.5)          | 22.7 (72.9)          | 25.1 (77.2)          | 24.8 (76.6)          | 20.1 (68.2)          | 14.4 (57.9)          | 8.1 (46.6)           | 5 (41)               | 14.6 (58.3)          |
| 日均气温 °C（°F）    | 1.8 (35.2)           | 2.7 (36.9)           | 6.5 (43.7)           | 10 (50)              | 14.5 (58.1)          | 17.5 (63.5)          | 19.7 (67.5)          | 19.4 (66.9)          | 15.4 (59.7)          | 10.8 (51.4)          | 5.4 (41.7)           | 2.7 (36.9)           | 10.5 (50.9)          |
| 平均低温 °C（°F）    | −0.6 (30.9)          | −0.5 (31.1)          | 2.4 (36.3)           | 5 (41)               | 9.4 (48.9)           | 12.4 (54.3)          | 14.3 (57.7)          | 14 (57)              | 10.6 (51.1)          | 7.2 (45.0)           | 2.7 (36.9)           | 0.5 (32.9)           | 6.5 (43.7)           |
| 历史最低温 °C（°F）  | −19 (−2)             | −15 (5)              | −14 (7)              | −6 (21)              | −1 (30)              | 1.5 (34.7)           | 5 (41)               | 4.5 (40.1)           | 0 (32)               | −4.5 (23.9)          | −10 (14)             | −16.5 (2.3)          | −19 (−2)             |
| 平均降水量 mm（）    | 83.5 (3.29)          | 74.2 (2.92)          | 77.2 (3.04)          | 56.2 (2.21)          | 68.4 (2.69)          | 70.2 (2.76)          | 72.7 (2.86)          | 59.1 (2.33)          | 66.7 (2.63)          | 84.2 (3.31)          | 77.8 (3.06)          | 93.2 (3.67)          | 883.4 (34.78)        |
| 月均日照時數         | 57.8                 | 89                   | 130.6                | 181                  | 222.4                | 231.9                | 253.4                | 239.5                | 174                  | 110.3                | 65.9                 | 46.1                 | 1,805.7              |
| 来源：infoclimat.fr  |                      |                      |                      |                      |                      |                      |                      |                      |                      |                      |                      |                      |                      |

## 行政区划
维桑堡是法国大东部大区下莱茵省的一个市镇，编号为67544。维桑堡隶属于阿格诺-维桑堡区和下莱茵省第八选区，管理维桑堡县，同时也是维桑堡地区市镇公共社区的办公驻地。
法国国家统计与经济研究所（简称）在进行数据统计时，将维桑堡单独设为维桑堡城市核心区以及维桑堡城市区。自2020年起，维桑堡城市区被包含11个市镇的维桑堡城市辐射区代替。此外，还将维桑堡市镇分为了5个“块区”（IRIS），以便于统计人口分布情况。

## 交通

### 公路
多条下莱茵省省道在维桑堡境内交汇，其中D264线、D334线和D534线可对接德国公路网。大东部大区下属的城际客运提供巴士线路，可前往朗巴克、洛泰堡等地。
| 47 | 44 |

| 59 | 17 |

| 斯特拉斯堡（城站） | 65 |

| 希尔蒂盖姆 | 64 |

| 阿格诺 | 33 |

| 布吕马特 | 47 |

| 萨尔格米讷 | 79 |

| 萨韦尔讷 | 72 |

2018年，71.2%的维桑堡家庭拥有至少一辆私人汽车。2019年，维桑堡境内共发生各类交通事故3起，造成3人受伤。

### 铁路

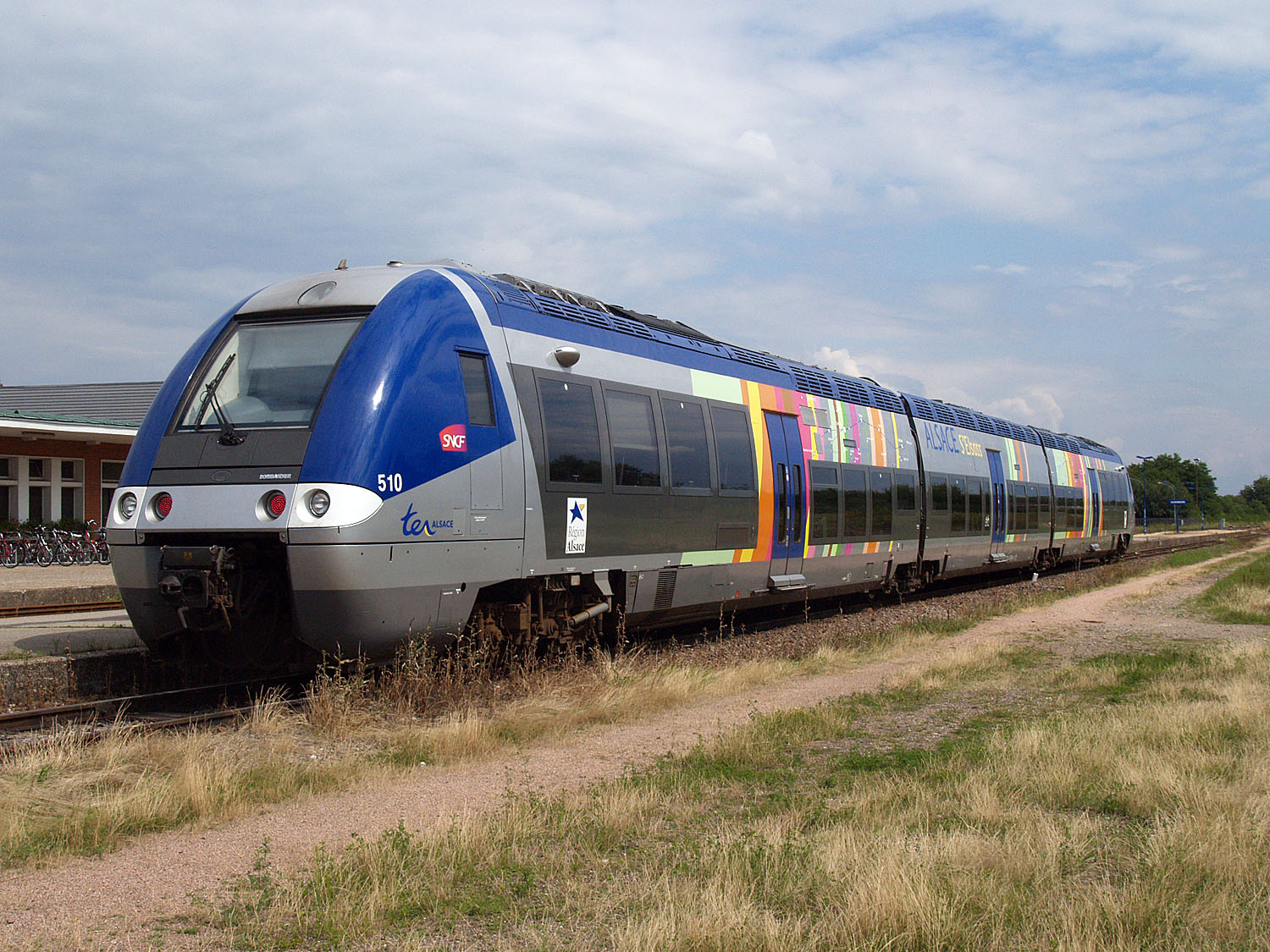
维桑堡火车站内停靠的区域列车

维桑堡位于文德奈姆—维桑堡铁路和诺伊施塔特—维桑堡铁路的交汇点。维桑堡站位于市区中南部，停靠始发前往斯特拉斯堡的区域列车以及前往科布伦茨的德国城际列车。

### 航空
距离维桑堡最近的民用航空站为斯特拉斯堡机场，距离维桑堡市中心的公路里程约80公里。

### 城市公共交通
截至2022年1月，维桑堡暂无城市公共交通系统。

## 政治

### 市政内阁

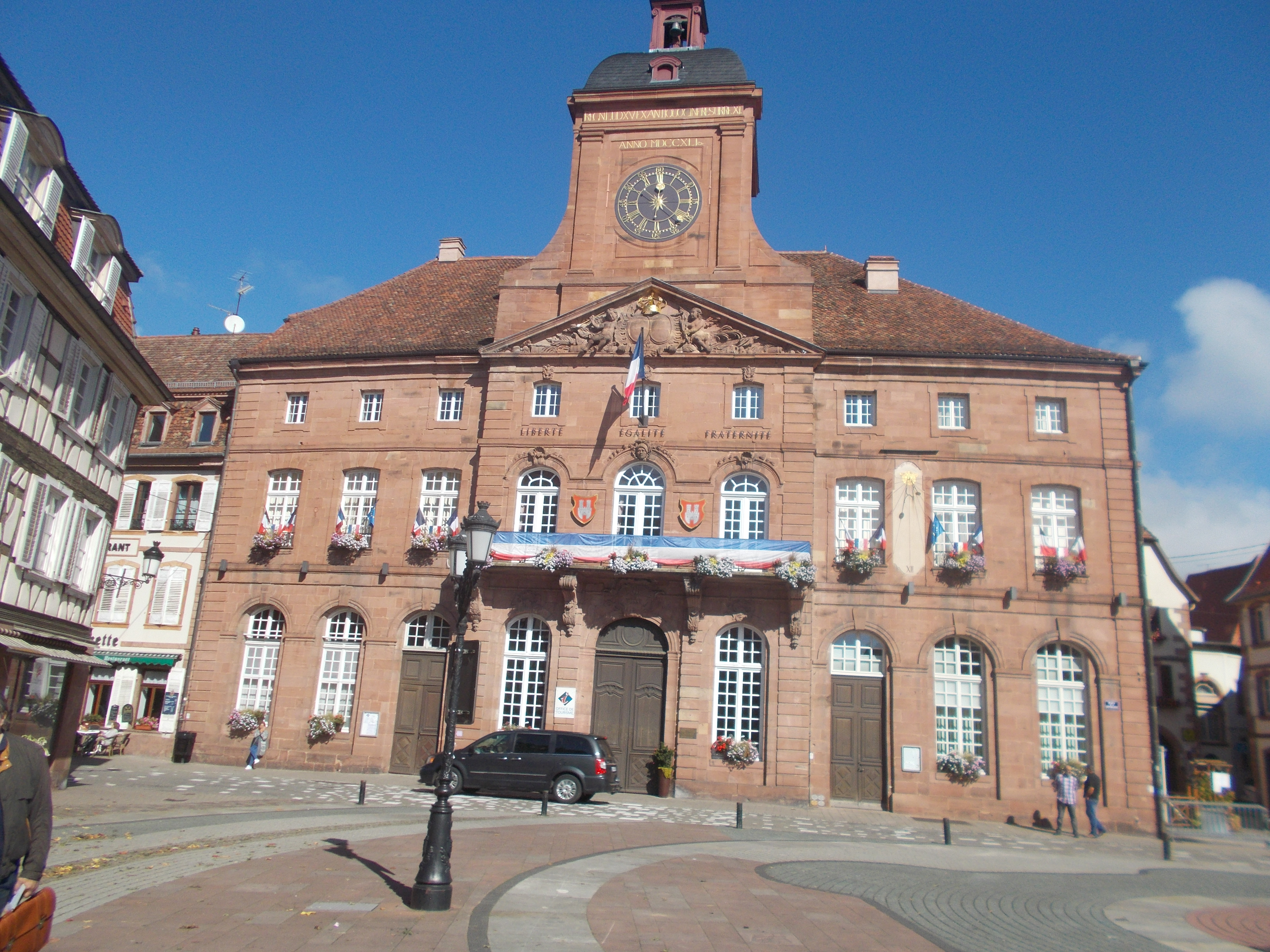
维桑堡市政厅

维桑堡的现任市长为桑德拉·菲舍尔-容克女士（Sandra Fischer-Junck），她是一名无党派人士，在2020年的市政选举中获得了60.97%的支持率。
| 维桑堡历届市长         | 维桑堡历届市长                          | 维桑堡历届市长                     |
| 任期                   | 市长                                    | 党派                               |
| ---------------------- | --------------------------------------- | ---------------------------------- |
| （1980年以前资料暂缺） |                                         |                                    |
| 1980年－1989年         | Alfred Zoog 阿尔弗雷德·佐格             | UDR共和国保卫联盟 →RPR保衛共和聯盟 |
| 1989年－2008年         | Pierre Bertrand 皮埃尔·贝特朗           | RPR保衛共和聯盟 →UMP人民运动联盟   |
| 2008年－2020年         | Christian Gliech 克里斯蒂安·格利希      | DVG左翼无党派人士 →LREM复兴        |
| 2020年－               | Sandra Fischer-Junck 桑德拉·菲舍尔-容克 | 無黨籍                             |

### 各级选举
| 维桑堡历届投票选举结果 | 维桑堡历届投票选举结果 | 维桑堡历届投票选举结果 | 维桑堡历届投票选举结果 | 维桑堡历届投票选举结果      | 维桑堡历届投票选举结果 | 维桑堡历届投票选举结果 | 维桑堡历届投票选举结果      | 维桑堡历届投票选举结果 | 维桑堡历届投票选举结果 |
| 选举项目               | 选举范围               | 选区单位               | 选举结果               | 选举结果                    | 选举结果               | 选举结果               | 选举结果                    | 选举结果               | 参考资料               |
| 选举项目               | 选举范围               | 选区单位               | 第一轮胜出者           | 第一轮胜出者                | 支持率                 | 第二轮胜出者           | 第二轮胜出者                | 支持率                 | 参考资料               |
| ---------------------- | ---------------------- | ---------------------- | ---------------------- | --------------------------- | ---------------------- | ---------------------- | --------------------------- | ---------------------- | ---------------------- |
| 2017年法國總統選舉     | 法國                   | 市镇                   |                        | 弗朗索瓦·菲永               | 23.58%                 |                        | 埃马纽埃尔·马克龙           | 65.05%                 | [ 27 ]                 |
| 2017年法国立法选举     | 下莱茵省第八选区       | 市镇                   |                        | 弗雷德里克·赖斯             | 36.16%                 |                        | 弗雷德里克·赖斯             | 63.49%                 | [ 27 ]                 |
| 2019年欧洲议会选举     | 法國                   | 市镇                   |                        | 复兴运动党                  | 25.19%                 | （不适用）             | （不适用）                  | （不适用）             | [ 27 ]                 |
| 2021年法国省级选举     | 下莱茵省               | 县                     |                        | 保罗·海因茨 斯特凡妮·科谢尔 | 50.01%                 |                        | 保罗·海因茨 斯特凡妮·科谢尔 | 74.26%                 | [ 28 ]                 |
| 2021年法国省级选举     | 下莱茵省               | 市镇                   |                        | 保罗·海因茨 斯特凡妮·科谢尔 | 44.53%                 |                        | 保罗·海因茨 斯特凡妮·科谢尔 | 75.97%                 | [ 28 ]                 |
| 2021年法国大区选举     | 大東部大區             | 市镇                   |                        | 让·罗特纳                   | 31.13%                 |                        | 让·罗特纳                   | 39.76%                 | [ 29 ]                 |

## 人口
2018年，维桑堡市镇人口数量为7,519，在法国排名第1,403位。其中男性3,650人，女性3,869人，75岁及以上人口占9.0%，外籍人口数量为1,631人，人口密度为156人/平方公里，当地居民被称为（男性）或（女性）。2019年，维桑堡境内出生52人，死亡人口89人。
| 年份   | 1936  | 1946  | 1954  | 1962  | 1968  | 1975  | 1982  | 1990  | 1999  | 2006  | 2007  | 2012  | 2017  | 2019  |
| ------ | ----- | ----- | ----- | ----- | ----- | ----- | ----- | ----- | ----- | ----- | ----- | ----- | ----- | ----- |
| 人口數 | 5,738 | 4,779 | 4,940 | 5,278 | 5,704 | 6,784 | 7,311 | 7,443 | 8,170 | 8,008 | 7,978 | 7,757 | 7,537 | 7,487 |

## 经济

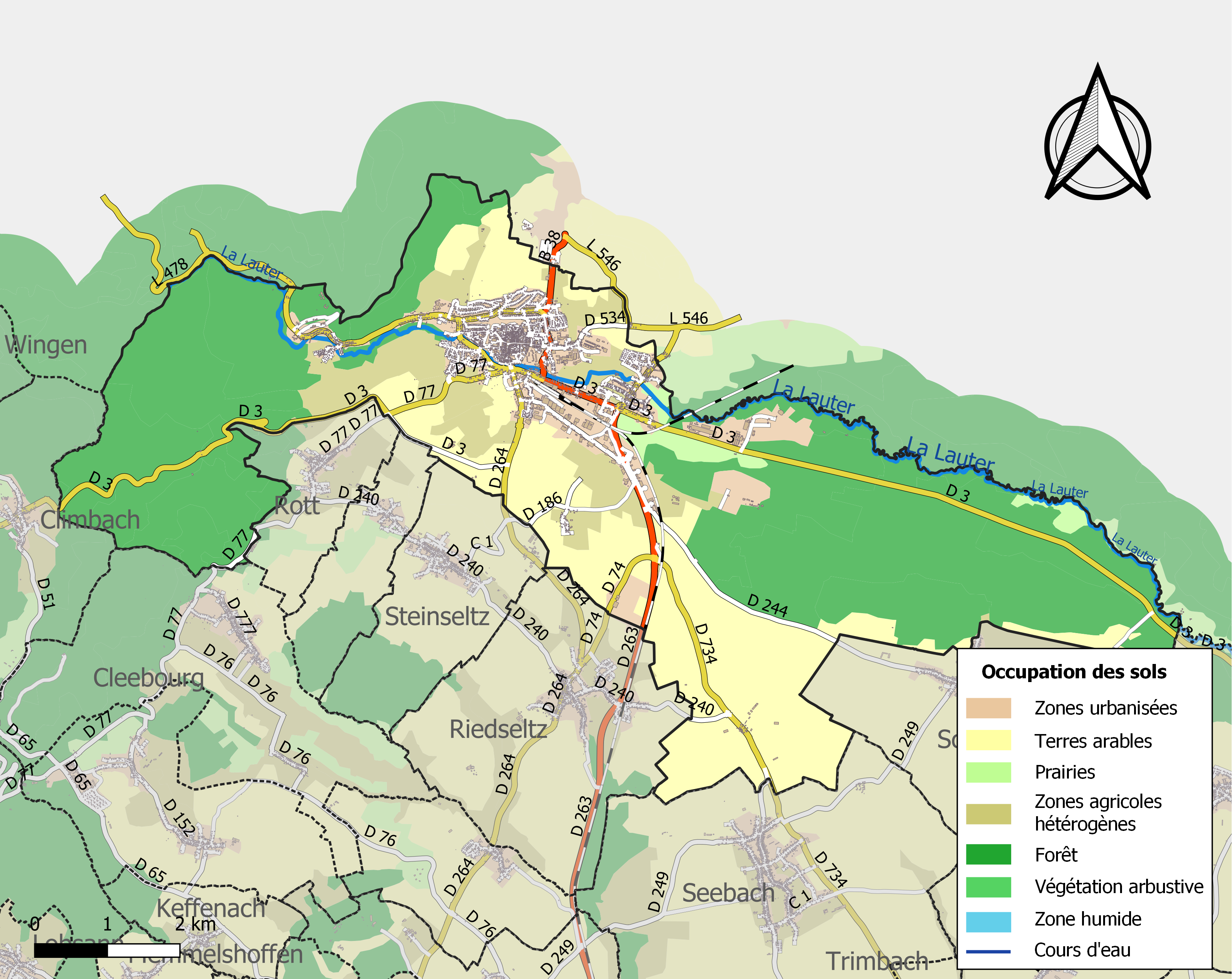
维桑堡土地利用情况地图

维桑堡是一个区域性的中心城市。截止2022年1月，维桑堡市镇范围内共有各类用人单位（包含自雇）1,131家，平均历史为18年，其中99.07%为中小型企业（PME）。（技术设备生产）、（农林机械生产）及（医疗器械生产）是当地2020年营业额最高的三个企业，分别为113,096,164欧元、36,726,757欧元和34,371,392欧元。

## 财政与居民收入
2020年，维桑堡的财政收入总额为10,276,000欧元，财政支出总额为8,943,210欧元，当年的债务总额为9,872,500欧元。2021年，维桑堡共获得1,269,357欧元的国家财政补助，比上一年减少了1.65%。
2019年，维桑堡的人均月收入总额为2,114欧元，其中高级职员为4,036欧元，低于法国平均水平（4,230欧元）；中级职员为2,455欧元，高于法国平均水平（2,411欧元）；普通职员为1,677欧元，低于法国平均水平（1,740欧元）。
2018年，维桑堡境内的青壮年（15至64岁）失业率为14.5%，当地51.1%的家庭拥有纳税资格，平均纳税3,663欧元，低于法国平均水平（3,910欧元）。

## 社会事务

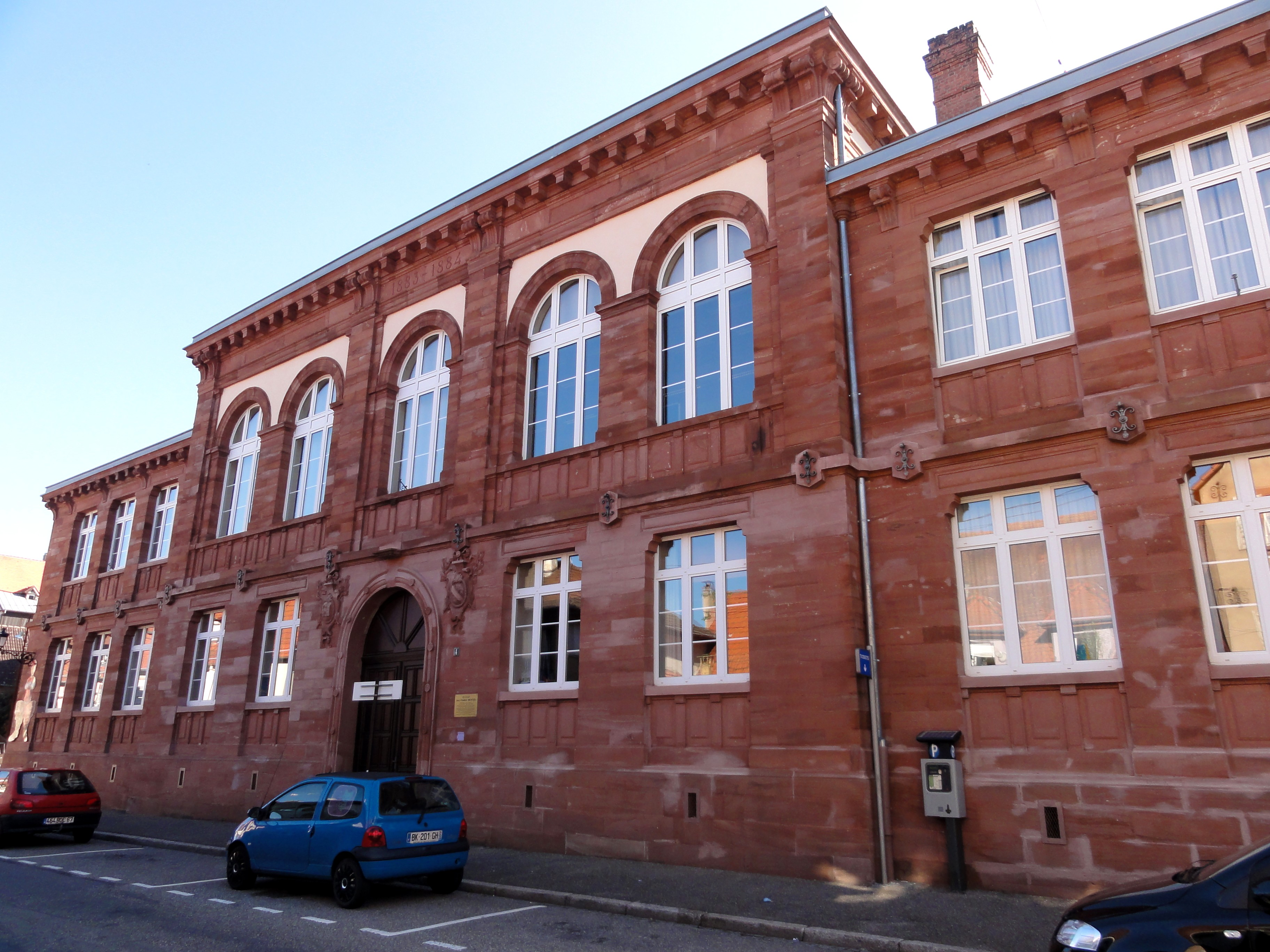
维桑堡的一所学校

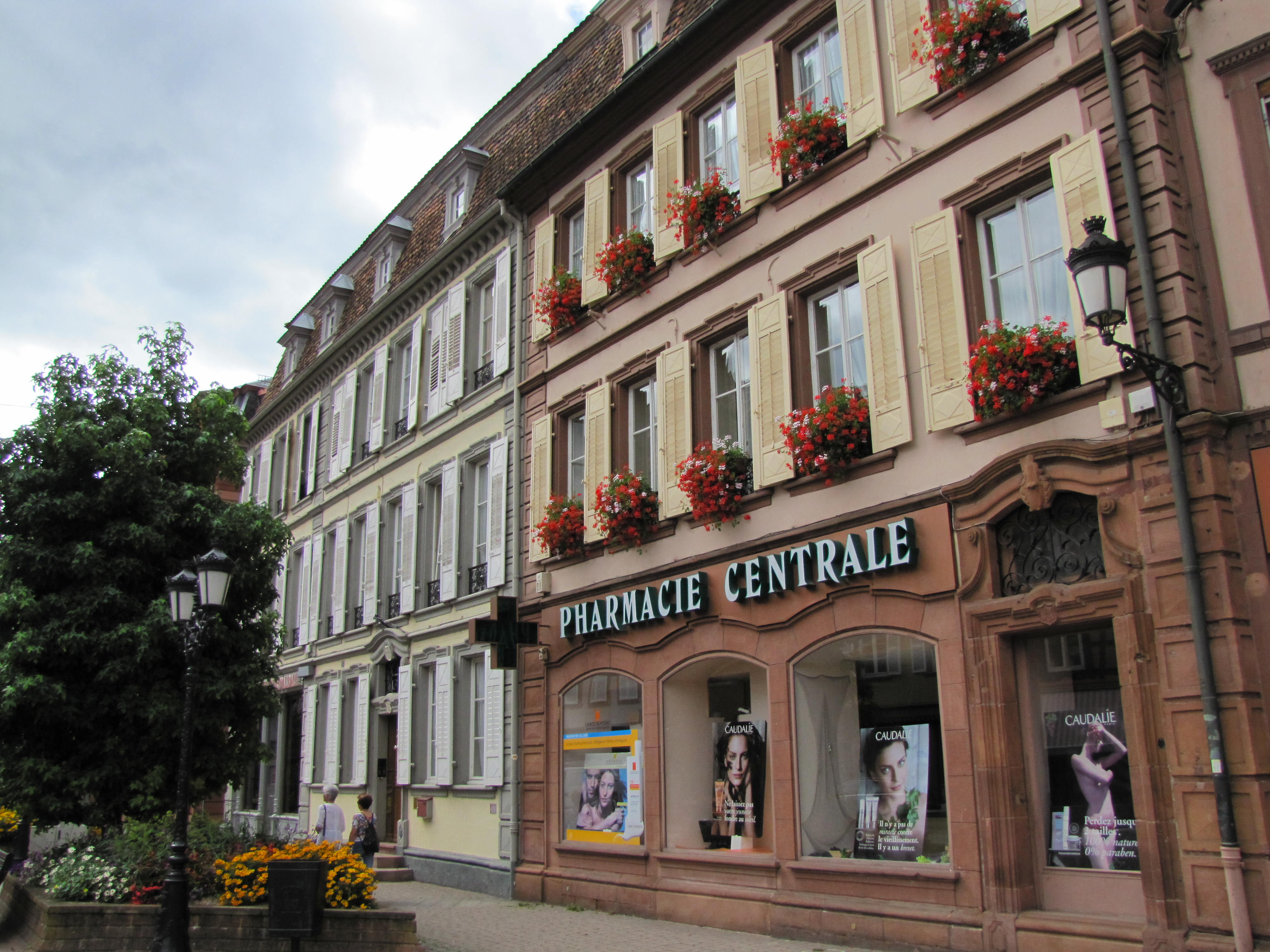
共和国广场附近的一处药店

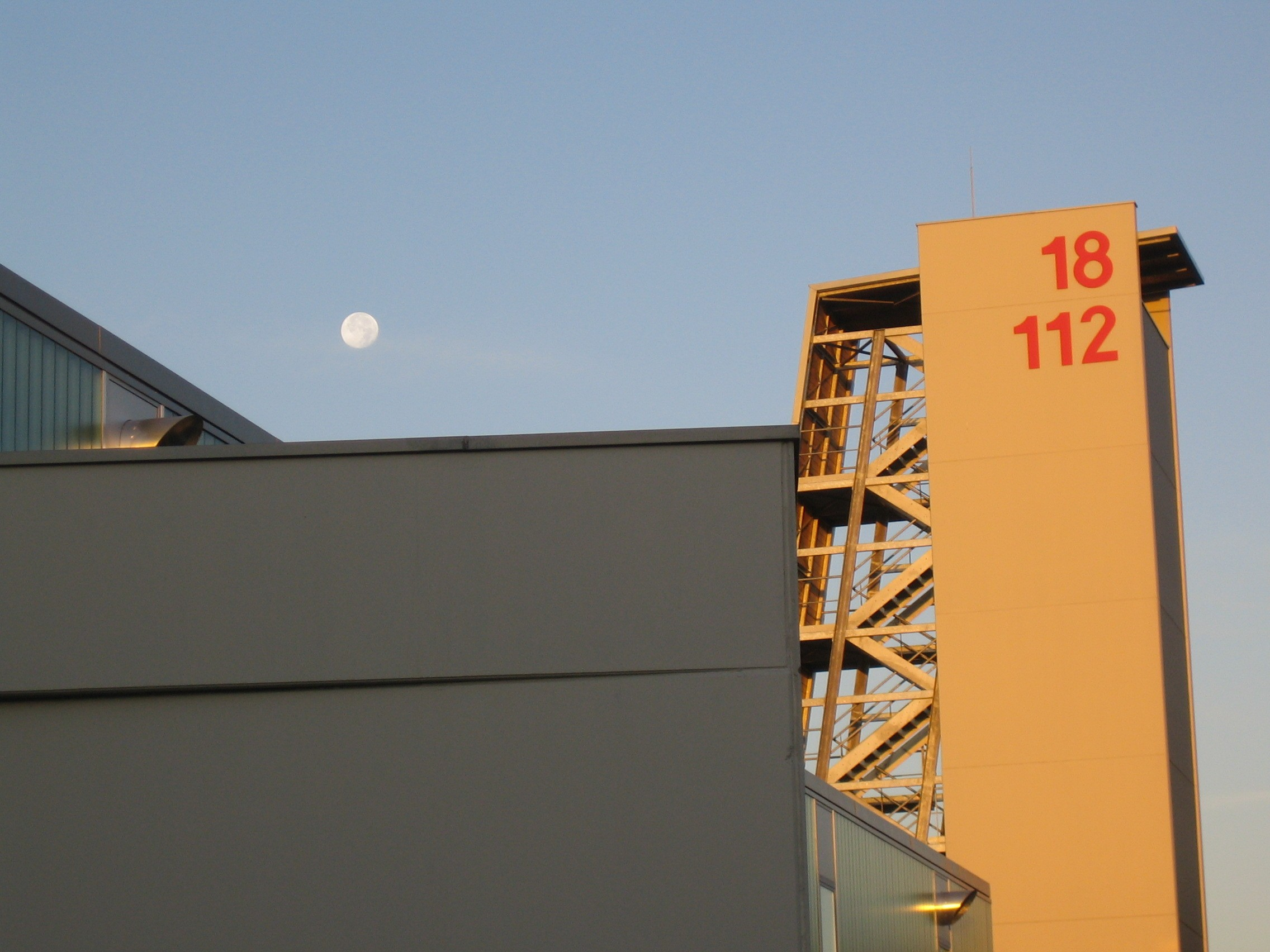
维桑堡急救中心

### 教育
维桑堡属于斯特拉斯堡学区。截止2020年1月1日，维桑堡境内共有2所幼儿园、4所小学、1所初级中学和1所普通高中。2018至2019学年度，维桑堡境内共有在校中等教育阶段学生2,297名。

### 医疗
截止2020年1月1日，维桑堡境内共有全科医生9名、保健师18名、牙医9名、护士14名、眼科医生2名、皮肤科医生1名和妇科医生1名。境内共有药房3家、养老院4家、残疾人帮扶中心4家。
劳特河市际中心医院（Centre hospitalier intercommunal de la Lauter）是法国的一个区域性医疗机构，其主病区位于维桑堡市区西部，设有床位139个，是当地规模最大的公立综合性医院。

### 住房
2018年，维桑堡境内共有各类住房4,145套，其中46%为独立式居民区，52.7%为集中式居民区。常住房屋占维桑堡市镇范围内居民建筑总量的86.0%。
在住房保障政策方面，2020年，维桑堡境内共有676户家庭获得了住房经济补助，受益人数占总人口数量的9%，其中648份为房租补助。

### 商业
2019年，维桑堡境内共有各类实体商铺224家，其中餐厅41家、大型超市7家、杂货店4家、面包房7家、肉铺1家、书店2家、装饰品店4家、银行门店9家、美容美发店11家、汽车维修店14家。市中心建有一家家乐福和欧尚便民超市，市区东部建有开放式商业街区。

### 体育
2020年，维桑堡境内共有1家游泳池、3间体育馆、1座综合体育场、8处网球场、2处马术场、4处足球或橄榄球场以及2处篮球或排球场。
截至2022年1月，维桑堡境内共有两家注册足球俱乐部。北部阿尔萨斯青年团体（Groupement Jeunes d'Alsace du Nord，编号560823）是当地的代表性足球队，其U16和U19两支青年队于2021至2022赛季参加大东部大区足球联赛，其主场莱蒂尔科球场（Stade des Turcots）位于市区东部。

### 环境
维桑堡的环境事务由其所属的维桑堡地区市镇公共社区负责。2019年，维桑堡境内共有5家污染企业。

### 治安
2019年，维桑堡市镇范围内有1处宪兵队。2020年，该宪兵队辖区内共68个市镇累计发生各类案件1,033起，其中盗窃类案件381起，经济类案件202起，毒品交易类案件46起。

## 文化
2020年，维桑堡境内共有1家剧场、1家电影院和1家博物馆。维桑堡市政府提供多媒体中心，每周二、三、五、六向公众开放。

### 建筑
维桑堡境内有多处历史建筑，其中法国国家文物保护单位包括圣伯多禄-圣保罗修道院、维桑堡城塞等，圣乌尔里克教堂是当地的地标性建筑物。

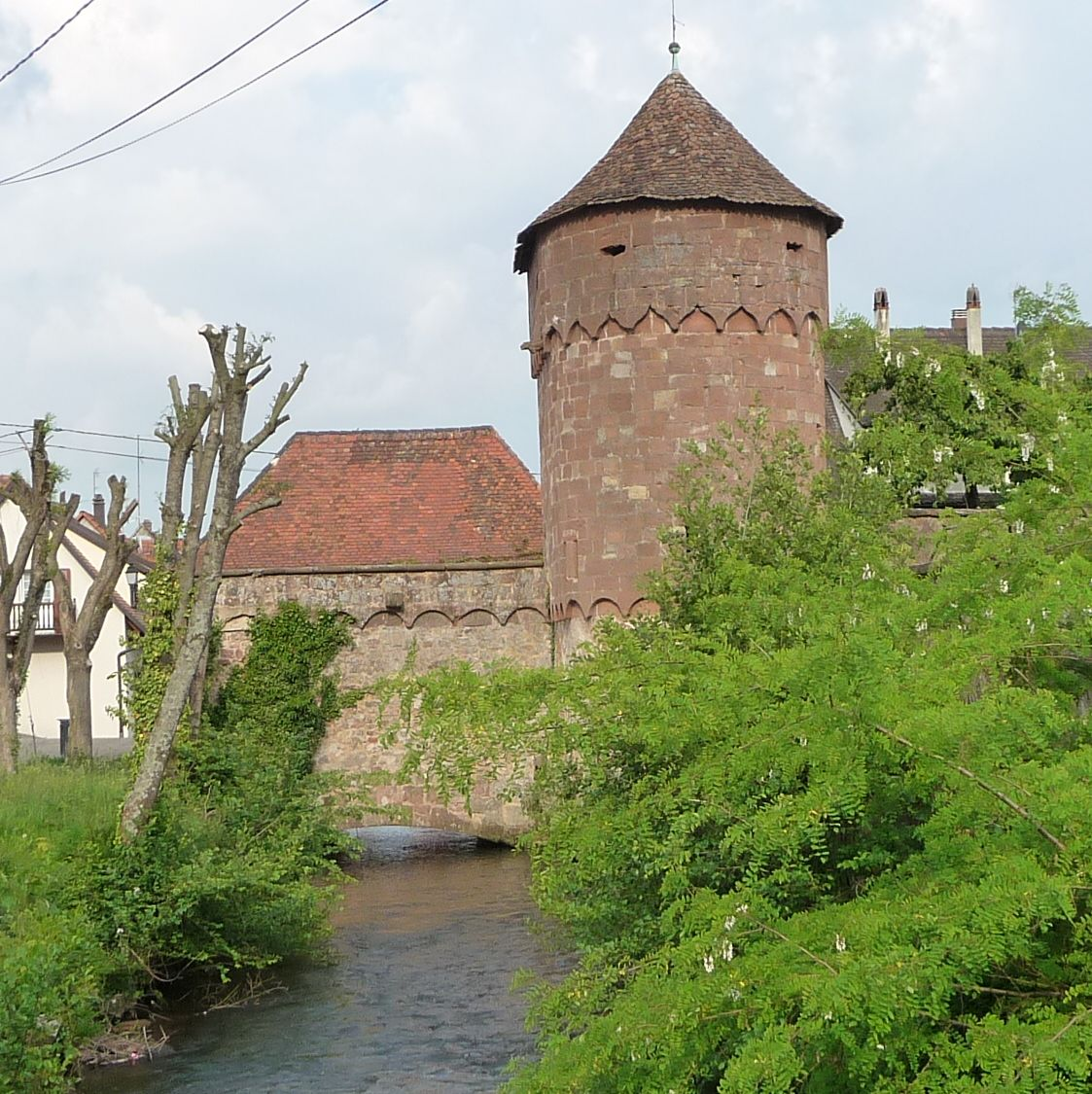
城塞上的同居塔
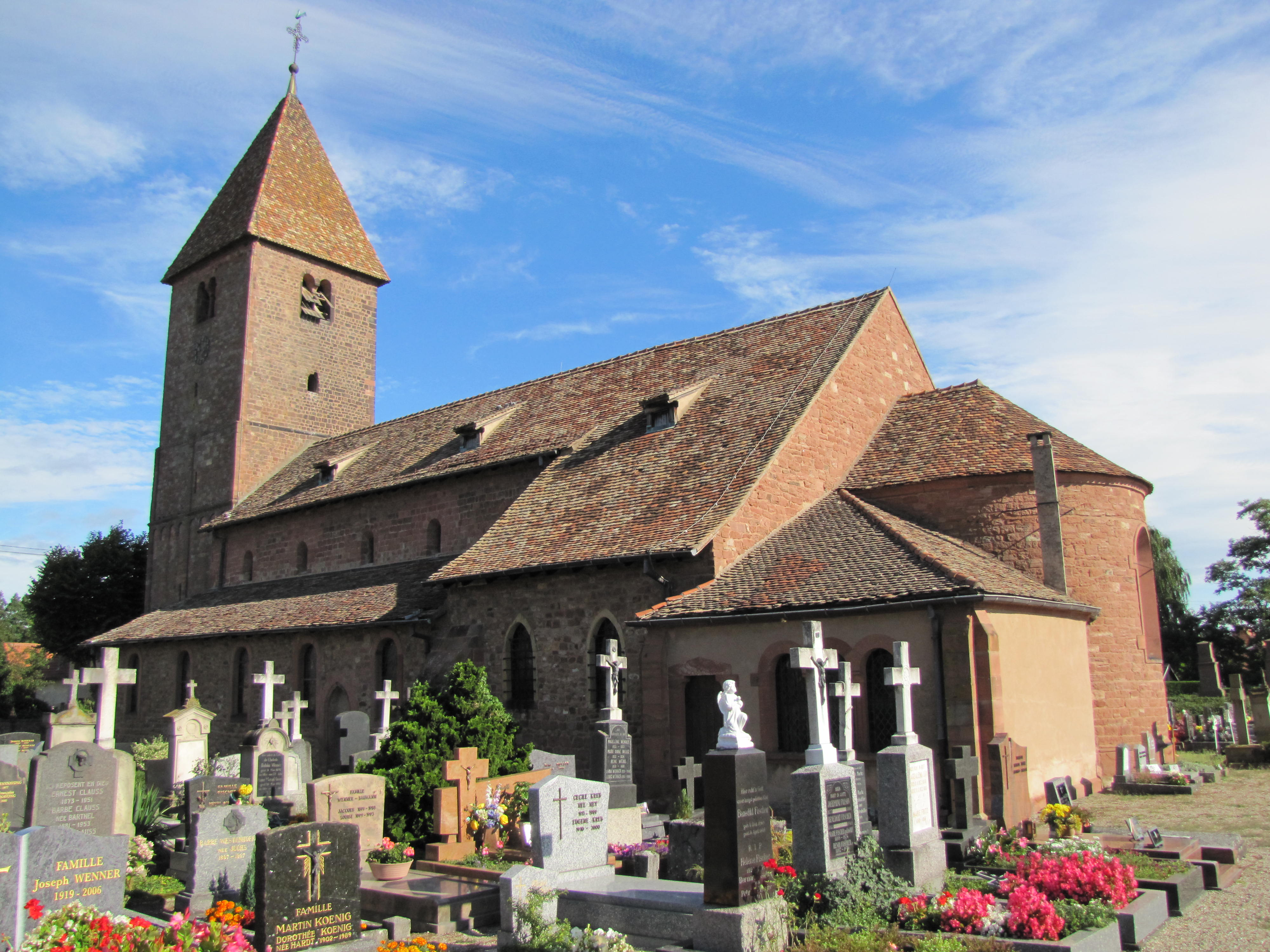
圣乌尔里克教堂（法语：Église Saint-Ulrich de Wissembourg）
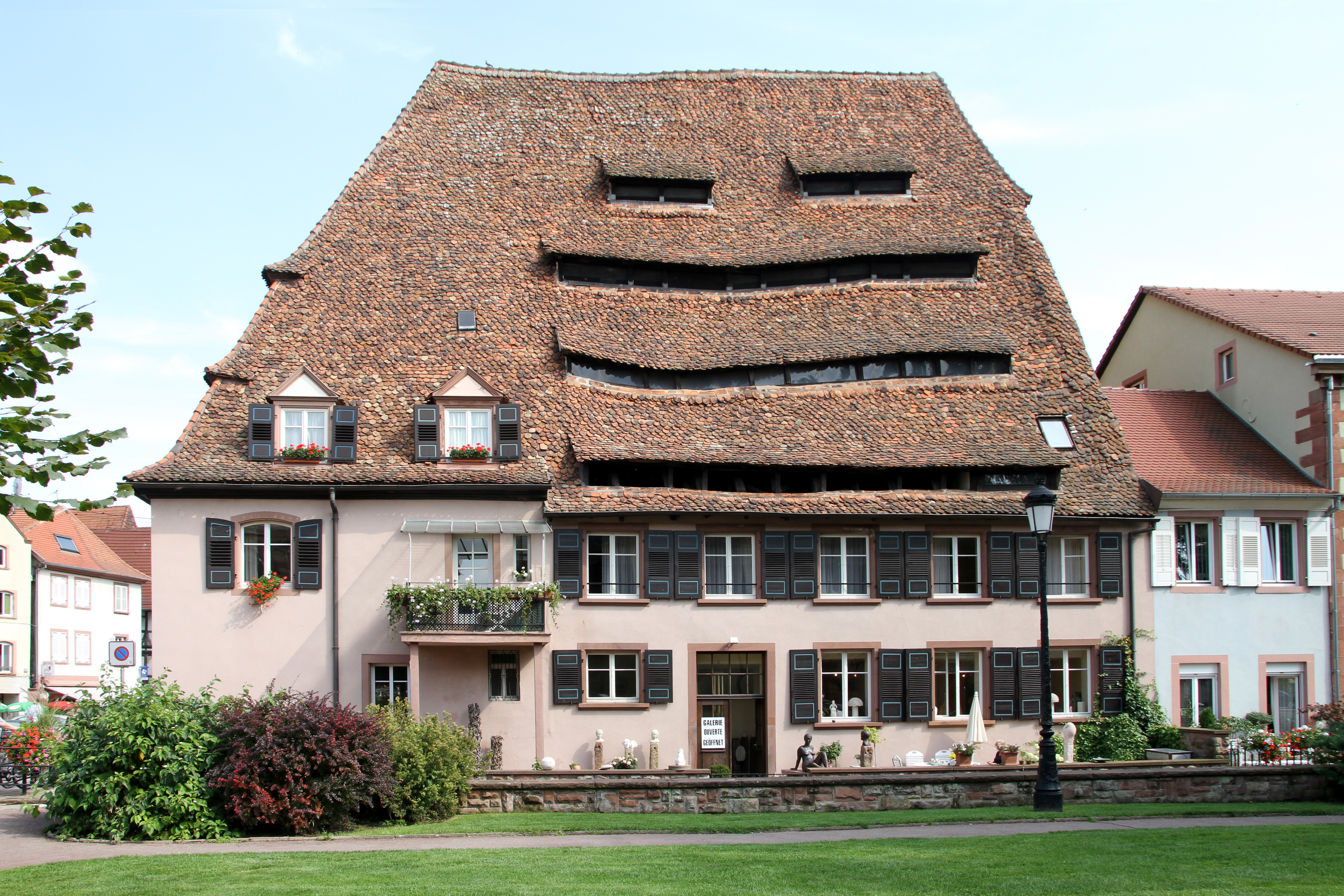
盐仓堡（法语：Maison du sel (Wissembourg)）
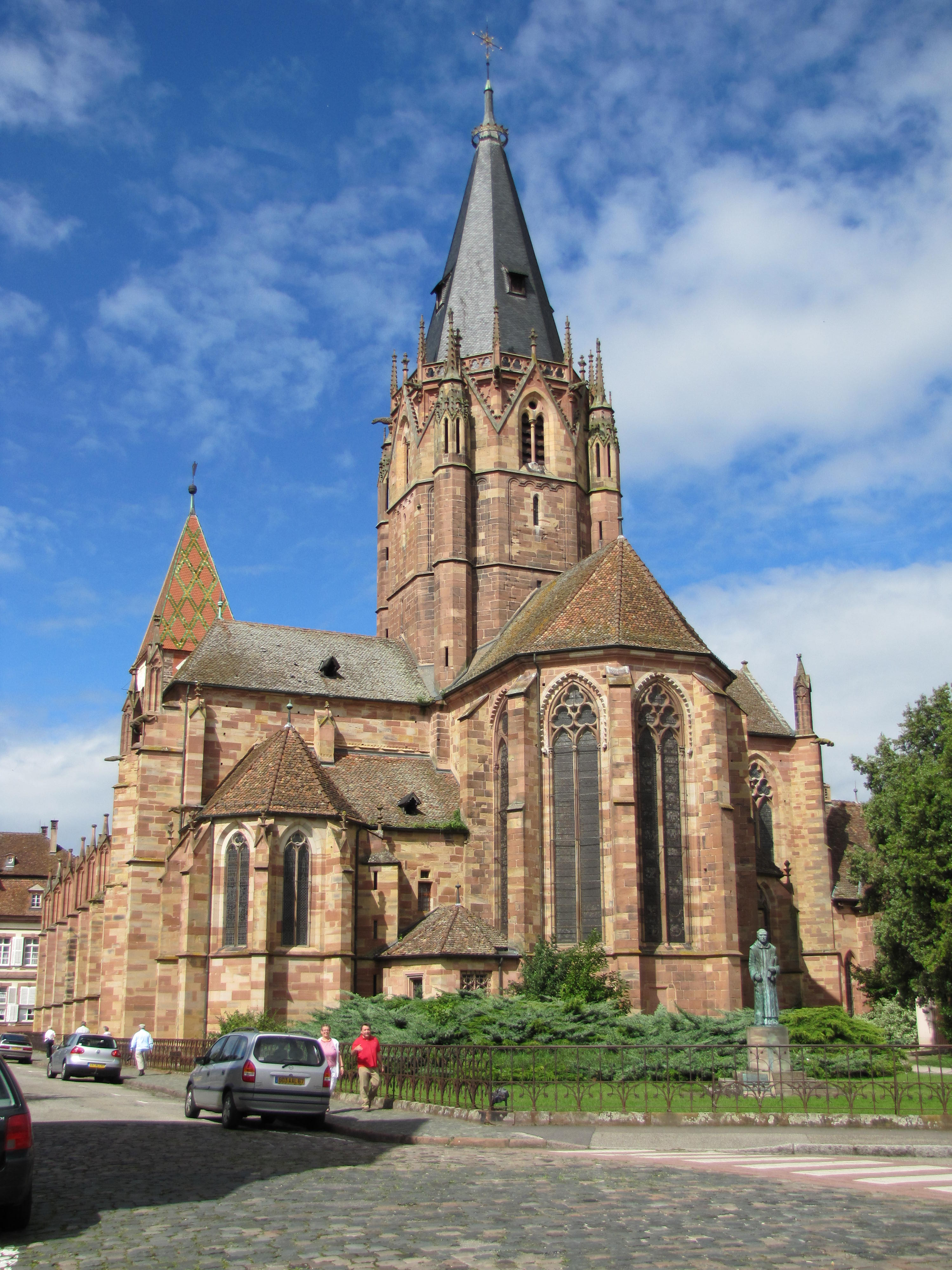
圣伯多禄-圣保罗修道院（法语：Abbatiale Saint-Pierre-et-Saint-Paul de Wissembourg）
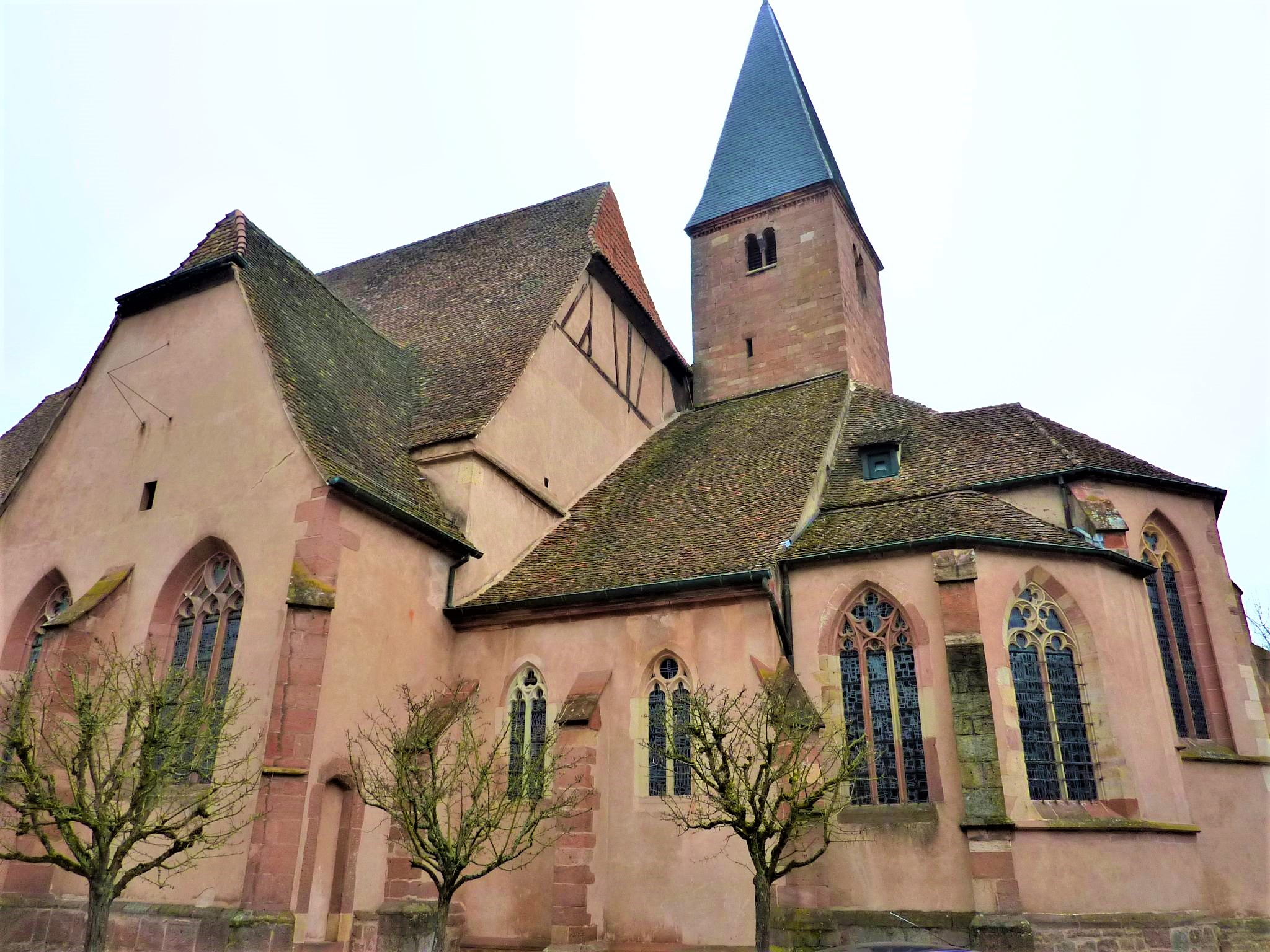
圣约翰新教教堂（法语：Église protestante Saint-Jean de Wissembourg）
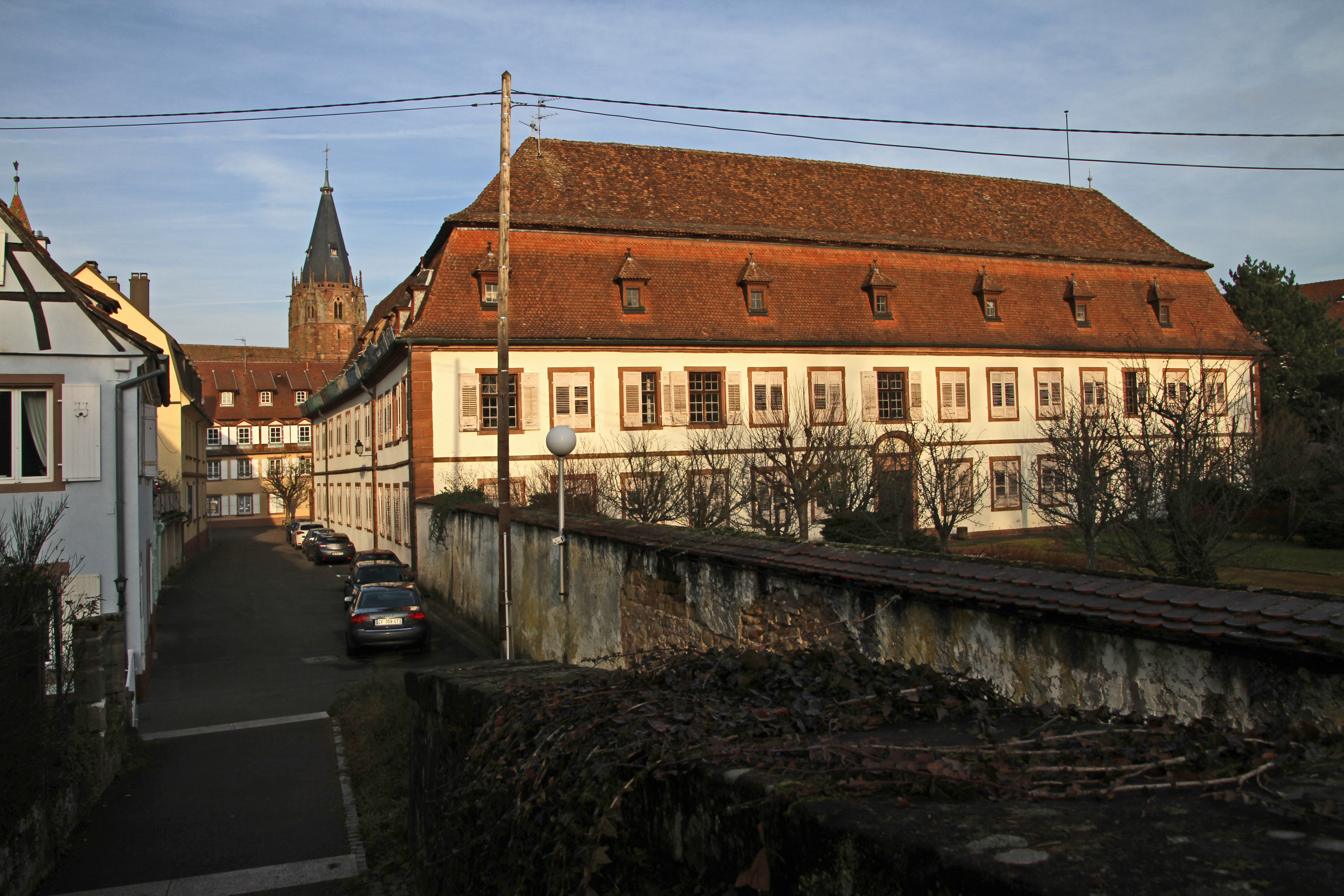
斯坦尼斯瓦夫神学院（法语：Hôpital Stanislas）
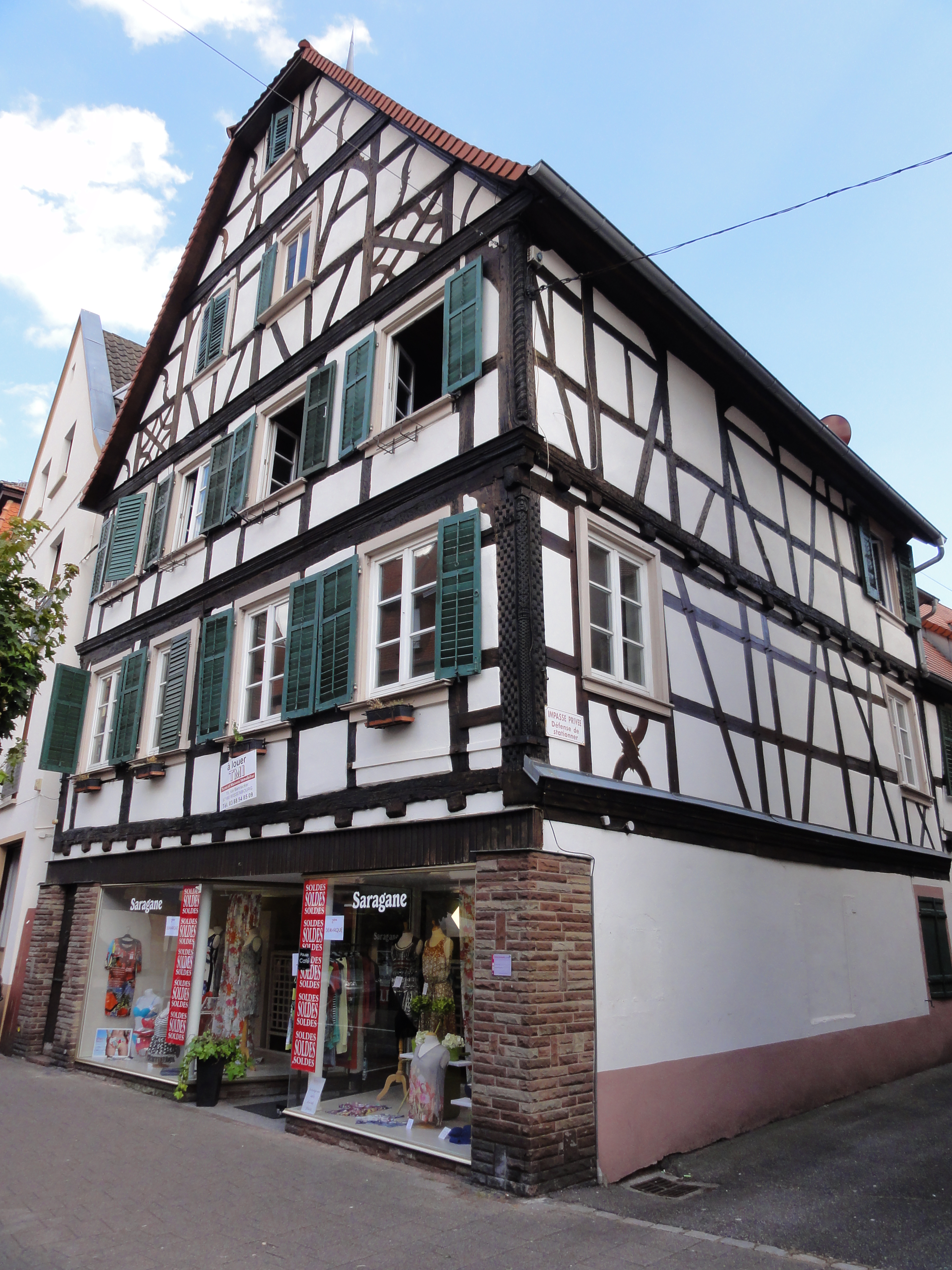
民居

### 旅游
维桑堡的旅游事务由其所属的维桑堡地区市镇公共社区负责。2021年，维桑堡境内共有5家酒店共计104间房间。

### 媒体
法国主要的媒体均可在维桑堡接收，法国电视三台下属的大东部大区频道在部分时段播出维桑堡所属区域的地方新闻。阿尔萨斯电视台、《阿尔萨斯最新消息报》、蓝色法兰西阿尔萨斯广播、旋律广播等是当地主要的地方性媒体。

## 相关人物
法国军事家弗雷德里克·米歇尔·德拉若莱、自行车手克里斯托夫·凯恩、女子游泳运动员奥费莉-西里耶勒·艾蒂安出生于维桑堡。

## 友好城市
截至2022年1月，维桑堡共与一座城市互为友好城市关系：
- 法國 勒多拉（2011年）